# Anne Lise Wang
Anne Lise Wang, ibland Anne-Lise Wang, född 3 mars 1920 i Oslo, död 20 mars 1967, var en norsk skådespelare.
Wang var engagerad vid Chat Noir och Det Nye Teater. Hon medverkade även i sju långfilmer och en kortfilm mellan 1942 och 1958.
Anne Lise Wang var dotter till köpmannen Fritz Wang (1888–1952) och Hertha Olsen (1891–1959). Hon var från 1948 gift med teaterledaren Johan Henrik Wiers-Jenssen i dennes andra äktenskap.

## Filmografi
- 1942 – Det æ'kke te å tru
- 1946 – Et spøkelse forelsker seg
- 1947 – Sankt Hans fest
- 1953 – Brudebuketten
- 1954 – I moralens navn
- 1956 – Forøvrig medvirker J. Holst-Jensen (kortfilm)
- 1957 – Fjols til fjells
- 1958 – Bustenskjold